# اچ‌اس‌دابلیوام‌اس تروسو (ای۲۶۴)
اچ‌اس‌دابلیوام‌اس تروسو (ای۲۶۴) (به انگلیسی: HSwMS Trossö (A264)) یک کشتی است که طول آن 71.6m می‌باشد. این کشتی در سال ۱۹۸۴ ساخته شد.